# ليستير ريان
ليستير ريان (بالإنجليزية: Lester Ryan)‏ هو لاعب قذف أيرلندي، ولد في 1 مايو 1988 في Clara, County Kilkenny ‏ في جمهورية أيرلندا.